# Easy Rider (banda)
Easy Rider es un grupo español de heavy metal originario de Vallecas (Madrid) que fue fundado en 1988 y debutó discográficamente en 1997. Su estilo oscila entre el power metal y el metal progresivo.

## Historia

### Inicios
El grupo fue fundado por Javier Villanueva (guitarra), Daniel Castellanos (guitarra), José A. Villanueva (bajo) y Antonio M. Chaves (batería) a finales de la década de 1980, ofreciendo su primer concierto en 1988. Sin embargo, las dificultades para estabilizarse con un cantante fijo, entre los que llegó a contarse José Andrëa (quien años después triunfaría con Mägo de Oz) o Gabriel Boente (quien posteriormente se uniría a Saratoga), dilataron mucho su debut discográfico. Una formación de aquella época quedó registrada en el año 1990 en el programa de La 1 de Televisión Española "El Salero", conducido por José Manuel Parada, con su entonces cantante Antonio Caballero, en el que Easy Rider actuó en directo para todo el país, tocando unas versiones primitivas de sus canciones "Stranger" y "Tiempo" (versión en inglés, "Time"). Debido a las dificultades para encontrar cantante, desde 1992 hasta 1996 asume esta labor Javier Villanueva.
La formación fue aumentando su popularidad al editar diferentes demos y realizar conciertos por toda la geografía española. Sin embargo, el grupo siguió buscando un cantante que se adaptara a sus necesidades y consiguiera dar vía libre a su creatividad. Es en 1996 cuando entra a formar parte como vocalista Eugenio Garañeda. A partir de entonces, Easy Rider aceleran la máquina musical, editan una nueva demo y son fichados por la compañía Soho Music.

### Primeros discos
Su primer álbum, Perfecta Creación, vio la luz en 1997. Este disco contiene canciones tanto en inglés como en castellano y fue bien acogido por la crítica y el público. En 1998 lanzaron su álbum Lord Of The Storm, cantando únicamente en inglés y con la intención de saltar al mercado internacional. 
En 1999 fueron galardonados con el premio "Grupo Revelación" de la revista Heavy Rock en su Rockferendum anual. La popularidad del grupo creció rápidamente y dieron conciertos con grupos consagrados como Yngwie J. Malmsteen, Blind Guardian o Manowar, además de actuar en festivales como el Eurometal 99 (con la presencia de bandas de talla internacional como Gamma Ray, Hammerfall, Angra y Stratovarius) o el Rock Machina 2000.
A mediados del 2000, Easy Rider rompe el contrato con su anterior compañía discográfica y ficha por la compañía Locomotive Music para grabar lo que sería su tercer disco. Evilution sale al mercado en octubre del 2000 con una gran repercusión entre la prensa especializada de toda Europa. A nivel musical, este disco demuestra la versatilidad del grupo para moverse dentro de un gran espectro de tendencias dentro del metal, con letras basadas en el Apocalipsis.
En enero de 2001, Eugenio Garañeda (vocalista) deja el grupo sin previo aviso. Este contratiempo obligó al grupo a suspender totalmente la gira "Evilution Tour 2001" y todos los compromisos que tenía concertados dentro y fuera de España. El batería Antonio M. Chaves decide también que, por motivos familiares, es el mejor momento para dejar el grupo.

### Cambio de formación
En febrero del 2001 se incorpora al grupo el batería Rafa Díaz. Tras un largo periodo de selección, el puesto de cantante es asumido por el estadounidense Ron Finn, que acababa de ser rechazado en última instancia como sustituto de Jon Oliva por Savatage. A finales del año 2001 el grupo ya se encontraba trabajando en lo que sería su cuarto álbum: Regeneration, un nombre que expresa el sentimiento de todos sus miembros sobre el futuro del grupo. Con el océano entre ellos e Internet como vehículo la banda comenzó a componer el nuevo álbum. El disco sale a la venta a finales de abril del 2002 con una gran respuesta por parte de los medios y del público.
Coincidiendo con la estancia en España de Ron Finn para la gira "Regeneratour 2002" la banda compuso los temas que irían en su siguiente disco. Entre junio y octubre del 2003 graban su quinto álbum Animal en los estudios Korsakov de Madrid y en los estudios Power House de Boston. Este disco demuestra el alto grado de compenetración que ha adquirido la banda, reafirmándose en el poderoso sonido que es su seña de identidad.
En 2004, Easy Rider se embarcó junto a Tierra Santa en una gira europea, tocando en Alemania, República Checa, Italia y Países Bajos.

### Parón y nuevos proyectos
Después de acabar la gira "Animal On The Loose Tour '04" los miembros de la banda compaginaron actuaciones de Easy Rider con otros proyectos. Por una parte forman Neomenia junto al cantante Toni Menguiano y, por otra parte, también trabajan con otras bandas: Rafa Díaz entra a formar parte de Barón Rojo, Dani Castellanos forma Casa de Fieras y Ron Finn ejerce de frontman en la banda de versiones, afincada en Boston, Wildside. En este contexto, Locomotive Records publica en 2007 el primer “best of” del grupo, Lo Mejor de Easy Rider.
En septiembre de 2008, Easy Rider dieron su concierto de despedida en Madrid. En este concierto colaboraron en alguna canción los exmiembros del grupo Eugenio Garañeda y Antonio M. Chaves, así como el cantante de Neomenia, Toni Menguiano.

### Vuelta a la actividad
En octubre de 2013 la banda anuncia su regreso a la actividad coincidiendo con su 25 aniversario y confirman que están preparando un nuevo disco de estudio. Finalmente, en octubre de 2014 sale a la venta From The Darkness, un disco conceptual que gira alrededor de la visión de un mundo distópico tras una profunda crisis, en el que estalla una guerra mundial impulsada por las grandes corporaciones mundiales que finalmente han terminado por esclavizar a la gente tras prometer un futuro mejor. El disco habla de la lucha, la rebelión y la vuelta a la luz desde las sombras. Para este disco se grabó un videoclip de la canción "Defiance", siendo el primer videoclip de la historia de la banda. Justo antes del inicio de la gira de presentación del nuevo álbum, Rafa Díaz tiene que abandonar el grupo debido a que Barón Rojo no le dejaba tocar en ningún otro grupo que no fuera el suyo. En su lugar, vuelve el antiguo batería del grupo Antonio M. Chaves.Comenzó entonces un largo periodo sin apenas noticias de la banda, más allá de la publicación no oficial en 2018 de otro disco de grandes éxitos, aparentemente para el mercado japonés.

### Nueva formación
A finales de abril de 2020, el grupo publicó un comunicado en el que anuncian la composición de nuevos temas y la preparación de un nuevo setlist para directos, pero sin contar con Ron Finn como frontman. En el comunicado se explicaba que el motivo de la salida del cantante era por la dificultad de organizar conciertos, ya que vive en EE. UU. y el resto en España, que iba a ser aún mayor debido a las limitaciones de movimiento de personas causado por la crisis del COVID-19. También se dejaba claro que era una decisión consensuada y amistosa.
Así, con Javier Villanueva y Dani Castellanos a las guitarras y José A. Villanueva al bajo, el grupo se reforzó con dos nuevas e importantes incorporaciones: José Roldán como nuevo baterista y, por primera vez en su historia, con una cantante femenina, Dess.
Para presentar a la nueva formación, Easy Rider grabó de nuevo totalmente el tema "Evilution" y publicó un videoclip oficial, iniciando a pesar de las dificultades generadas por la pandemia de COVID-19 una gira por territorio nacional. En 2021 publican Metamorphosis, un disco con versiones de sus tres primeros álbumes cantadas por su nueva cantante. En mayo de 2022 publican "The Deal", primer adelanto de su nuevo álbum. El segundo adelanto, “Maniphesto”, llega en julio de 2023, anunciándose que ese será también el nombre su próximo álbum. Sin embargo, la banda demora el lanzamiento del álbum, optando por lanzar más sencillos mientras sigue dando conciertos por la geografía española, en ocasiones contando con la colaboración, como artista invitado, de su antiguo cantante Eugenio Garañeda. Conforme a esta dinámica, publican los sencillos "Paralysis" en el año 2023 y "Prey" y "Hear my Voice" a lo largo de 2025.

## Miembros

### Miembros actuales
- Dess Díaz: Vocalista (2020-presente)
- Javier Villanueva: guitarra (1988-presente)
- Daniel Castellanos: guitarra (1988-presente)
- José A. Villanueva: bajo (1988-presente)
- José Roldán: batería (2020-presente)

### Miembros anteriores
- Antonio M. Chaves: batería (1988-2001, 2014-2015)
- Eugenio Garañeda: voz (1996-2001)
- Ron Finn: voz (2001-2020)
- Rafa Díaz: batería (2001-2014)

## Discografía

### Álbumes de estudio
- Perfecta Creación (1997)
- Lord Of The Storm (1998)
- Evilution (2000)
- Regeneration (2002)
- Animal (2003)
- From The Darkness (2014)
- Metamorphosis (Regrabaciones, 2021)
- Maniphesto (2025 -anunciado-)

### Colaboraciones
- Versión de The Trooper (Iron Maiden) en Transilvania 666 (Locomotive Music, 1999)
- Versión de Efluvios (Barón Rojo) en Larga Vida Al Volumen Brutal (Barón Rojo Tribute) (Locomotive Music, 2002)